# Acontia rufescens
Acontia rufescens är en fjärilsart som beskrevs av George Francis Hampson 1910. Acontia rufescens ingår i släktet Acontia och familjen nattflyn. Inga underarter finns listade i Catalogue of Life.